# Spalding megye
Spalding megye az Amerikai Egyesült Államokban, azon belül Georgia államban található. Megyeszékhelye és legnagyobb városa Griffin. Lakosainak száma 67 306 fő (2020. április 1.). Spalding megye Henry, Pike, Butts, Lamar, Meriwether, Coweta, Fayette és Clayton megyékkel határos.

## Népesség
A megye népességének változása:
| Lakosok száma | 64 080 | 64 141 | 63 871 | 63 829 | 64 051 | 67 306 |
|               | 2010   | 2011   | 2012   | 2013   | 2015   | 2020   |